# Мерінг Сергій Федорович
Сергій Федорович Мерінг (1867 — 1926) — впливовий представник цукроварного промислу, політичний і громадський діяч України.
Походив з потомственних дворян Київської губернії німецького походження. Син київського лікаря-терапевта професора університету Св. Володимира, таємного радника (Фрідріха Мерінга, якому в кінці XIX століття належало село Стара Прилука (Липовецький район Вінницької області) та його дружини Катерини Михайлівни Томари.
Випускник Колегії Павла Ґалаґана (1885) та фізико-математичного факультету університету Св. Володимира. Також навчався в Англії, знав англійську, німецьку, французьку, іспанську мови. В Києві існувала вулиця Мерінгівська, пойменована так, бо там простиралися землі його родини.
Був великим землевласником Бердичівського повіту (понад 6500 десятин землі), займався сільським господарством. Володів водяним млином і господарством в с. Нова Гребля та винокуренним заводом при с. Овечаче. В середині 1890-х років був кандидатом в директори правління Київського міського кредитного товариства. Член Бердичівської повітової управи у справах земського господарства, Бердичівський повітовий предводитель дворянства з 5 листопада 1908 р. до 1910 р., почесний мировий суддя Бердичівського повіту.
З 24 жовтня 1918 року — міністр торгівлі й промисловості Української Держави. Після зречення Скоропадського в складі уряду 14 грудня 1918 склав повноваження. Помер 1926.